# Фелегара (Парма)
Фелегара (итал. Felegara) је насеље у Италији у округу Парма, региону Емилија-Ромања.
Према процени из 2011. у насељу је живело 2702 становника. Насеље се налази на надморској висини од 128 м.